# 泷藤贤一
泷藤贤一（日语：／ Takitō Kenichi，1976年11月2日—），日本男演员。

## 生平
1976年出生于日本爱知县名古屋市，毕业于爱知县立天白高等学校，1998年至2007年属于仲代达矢开设的无名塾旗下艺人。同期成员包括真木阳子和内浦纯一。主要作品包括《半泽直树》、《龙马传》、《东京独身男子》《極道主夫》、《神劍闖江湖 傳說的最終篇》、《三角窗外是黑夜》、《派遣女醫X第四季》中飾演世界級外科權威醫師北野亨....等等。